# Nkechi Ikpeazu
Nkechi Caroline Ikpeazu (nhũ danh Nwakanma) là vợ của Thống đốc bang Abia hiện tại nằm ở phía đông nam Nigeria.

## Cuộc sống ban đầu và giáo dục
Nkechi Ikpeazu được sinh ra vào đầu những năm 1960 tại Ile-Ife. Cô đến từ Ohanze Isiaha ở Obingwa LGA của bang Abia. Cô học trường tiểu học cộng đồng Ohanze; Trường trung học nữ, Aba; Cao đẳng sư phạm Ihie; Trường đại học giáo dục Alvan Ikoku Owerri; Đại học Khoa học và Công nghệ Enugu Enugu; Đại học Nigeria Nsukka; và Đại học Mở Quốc gia Nigeria. Cô có bằng NCE về Nghiên cứu Kinh doanh, bằng cử nhân Hợp tác xã và Phát triển Nông thôn, bằng sau đại học về Quản lý và bằng thạc sĩ Quản lý. Cô hiện đang theo học tiến sĩ tại Đại học bang Abia, Uturu.

## Sự nghiệp
Nkechi đã làm việc như một giáo viên, một giám đốc điều hành của Camway Ventures Lagos, một nhân viên ngân hàng mười năm với ngân hàng lobi từ năm 1986 đến 1996, và là một Nhà đăng ký hợp tác xã với Chính phủ bang Abia .
Nkechi là một nhà quảng bá thể thao và là người ủng hộ chính của đội bóng của câu lạc bộ bóng đá nữ hàng đầu, Abia Angels FC.

## Công tác từ thiện
Thông qua tổ chức phi chính phủ của mình, Quỹ Vicar Hope, VHF, cô đã xây dựng một số ngôi nhà cho những người nghèo khổ. Vicar Hope Foundation VHF cũng tham gia vào việc cung cấp dịch vụ chăm sóc sức khỏe tốt hơn cho mẹ và con, chiến đấu với bệnh ung thư, tiểu đường và bệnh hồng cầu hình liềm. VHF hiện đang xây dựng một bệnh viện tế bào hình liềm/trung tâm chẩn đoán và điều trị ung thư ở Umuahia và hy vọng sẽ cung cấp điều trị trợ cấp cho bệnh nhân.

## Cuộc sống cá nhân
Nkechi kết hôn với Thống đốc bang Abia hiện tại, Tiến sĩ Okezie Ikpeazu, người đến từ Umuobiakwa, Obingwa LGA. Họ cùng nhau có hai trai và hai gái. Ikpeazu là một nữ phó tế của Giáo hội Cơ đốc phục lâm ngày thứ bảy và tuyên bố mối quan hệ chặt chẽ với Thiên Chúa.